# Bobek
Bobek je priimek več znanih ljudi:
- Dušan Bobek (1931—2007), slovenski ekonomist, univ. prof.
- Boris Bobek, baritonist; kitarist?
- Gašper Bobek (1558—1634), pičenski naslovni škof, ljubljanski stolni prošt
- Jakob Bobek (*1982), klarinetist
- Katarina Bobek, konservatorka
- Pavel Bobek (1937—2013), češki pevec rock in zabavne glasbe
- Samo Bobek (*1958), ekonomist, prof.
- Stjepan Bobek (1923—2010), hrvaški nogometaš
- Viktor Bobek (1909—1941), slovenski rodoljub, član organizacije TIGR
- Vito Bobek (*1960), ekonomist, prof.